# VTrain
VTrain, de nombre oficial VTrain (Tutor de Vocabulario), es un programa informático desarrollado por el ingeniero alemán Paul Rädle.
La finalidad del programa es batir la llamada Curva del olvido mediante repasos periódicos. VTrain planifica estos repasos en periodos cada vez más amplios: de minutos, días, semanas y hasta años. Según el autor, son suficientes 7 repasos al año para retener cada vocablo.

## Características y limitaciones
VTrain utiliza fichas de preguntas y respuestas, de forma similar a un trívial. Según cómo conteste el usuario, estas fichas son clasificadas en niveles, para permitirle tener una visión de conjunto de sus progresos. Además, el programa planifica repasos futuros en plazos de minutos, días y semanas, y avisa al usuario de cuándo "toca" repasar una ficha de nuevo. La finalidad de este sistema es aprender con el mínimo esfuerzo.
Por otra parte, incluye un editor que permite crear fichas de texto con formato (RTF), insertar imágenes por OLE y grabar archivos de sonido. La edición simultánea en dos idiomas es posible gracias al uso de fuentes internacionales Unicode y de las disposiciones de teclado de los dos idiomas. También incluye teclados en pantalla, similares al Mapa de caracteres de Windows, que permiten introducir caracteres especiales en 100 idiomas.
Una característica del programa que puede llevar a confusión es el uso de dos tipos de archivo distintos. En la mayoría de los programas, se utiliza un solo tipo de archivo a la vez. Sin embargo, en VTrain es necesario abrir una "Lección" y un "Casillero". Las lecciones son colecciones de fichas, mientras que los casilleros sirven para planificar los repasos. Este sistema resulta muy útil para practicar el aprendizaje colaborativo, ya que permite a varios usuarios compartir una misma lección a través de la red de área local de una escuela, por ejemplo. Sin embargo, este enfoque hace que el programa resulte difícil de utilizar a usuarios muy jóvenes sin la ayuda de un profesor.
El programa incluye unas pocas listas de vocabulario, aunque pueden descargarse más desde la página web.

## Versiones
VTrain funciona bajo Windows.
- (Previsto 2008) VTrain 5.5 para Windows 2000/XP/Vista. Hipertexto.
- 2007 VTrain 5.2 para Windows 2000/XP/Vista. Varios usuarios en una misma computadora.
- 2007 VTrain 5.1 para Windows 2000/XP. Preguntas con varias respuestas correctas.
- 2005 VTrain 5.0 para Windows 2000/XP. Fuentes Unicode, teclados en pantalla, función de corrección de respuestas.
- 2003 VTrain 4.5 para Windows 95. Planificación de repasos espaciados.
- 2003 VTrain 4.0 para Windows 95. Compartición de archivos a través de una red de área local.
- 2001 VTrain 3.0 para Windows 95. Inserción de imágenes por OLE.
- 1999 VTrain 2.0 para Windows 95. Texto con formato, uso simultáneo de dos disposiciones de teclado.
- 1997 VTrain 1.6 para Windows 3.1. Clasificación de fichas por dificultad, grabación de sonido.

## Licencias
VTrain se distribuye como shareware. Desde la página web del programa puede descargarse una versión de prueba gratuita.
Para centros educativos, VTrain es gratuito. Según los autores, el programa es utilizado oficialmente en más de 50 universidades.